# Svart nåd
Svart nåd (originaltitel: Prayers for Rain) är en kriminalroman från 1999 av Dennis Lehane. Den utkom i svensk översättning, av Ulf Gyllenhak, 2000. 2005 utkom den svenska pocketutgåvan. Svart nåd är den femte boken i serien med privatdetektiverna Patrick Kenzie och Angela "Angie" Gennaro.

## Handling
När Patrick träffar Karen Nichols framstår hon i hans ögon som oskuldsfullheten själv: en troskyldig varlese som vuxit upp skyddad från allt vad tragedi och elände heter. Men ett halvår senare begår Karen självmord genom att kasta sig ut från ett höghus i Boston. Patrick börjar fråga sig vad som kan förändra en människa så drastiskt, så snabbt, att självmord verkar vara den enda utvägen. Vad som till en början är stilla nyfikenhet förbyts dock snart i besatthet då Patrick anar att hennes död är konsekvenserna av en rad tragiska händelser som någon iscensatt. Och han förstår att han är en bricka i spelet - och att spelet inte är avslutat...

## Utgåvor på svenska
- 2000 - ISBN 91-0-057201-2 (Inbunden)
- 2005 - ISBN 91-0-010842-1 (Pocketutgåvan har utgått)
- 2008 - ISBN 91-8-592304-4 (CD-bok)